# Puig de Llobregat
El Puig de Llobregat, o Puig Llobregat, es una montaña de 925 metros de altura en la sierra de la Albera. Es compartido por la comuna de L'Albère (Vallespir, Pirineos Orientales) y el municipio de La Junquera (provincia de Gerona).
Está situado  al  extremo sureste del término comunal de L'Albère, en el suroeste del Puig dels Pinyers y del Coll Forcat, al levante del Coll de la Vinyassa. Al sur del monte, en la vertiente occidental del Coll del Espinàs, están las Fuentes del Llobregat de Ampurdán, ya plenamente dentro del término de La Junquera.